# Atractus nasutus
Espèce
Atractus nasutus est une espèce de serpents de la famille des Dipsadidae.

## Répartition
Cette espèce est endémique du département d'Antioquia en Colombie. Elle se rencontre à 2 600 m d'altitude à San Pedro de los Milagros.

## Publication originale
- Passos, Arredondo, Fernandes & Lynch, 2009 : Three new Atractus (Serpentes: Dipsadidae) from the Andes of Colombia. Copeia, vol. 2009, no 3, p. 425-436 (texte intégral).